# Lego Juniors
Lego Juniors er en produktlinje produceret af den danske legetøjskoncern LEGO, der er designet til de 4 til 7-årige børn. Serien fungerer som en overgang fra Duplo til normale legoklodser. Lego Juniors blev udgivet første gang februar 2014 med sloganet Easy to build. Det er en efterfølger til Bricks & More som blev udgivet i 2009. Til forskel fra forgængeren ha Lego Juniors specialklodser, der gør modellerne mere realistiske, men serien har relativt få klodser i de enkelte sæt, hvilket gør dem lettere at bygge.
Serien stoppede efter nogle solide år, men Lego fortsatte stadig på konceptet "Easy to Build" med nye Lego pakker i temaer som City, Ninjago, Avengers m.fl. ved at sætte et stort "4+" mærke i hjørnet på æsken, dog er der stadig mange Lego fans der stadig refererer til de sæt som “Juniors” pakker.